# Laskowo (Chodzież)
Pour les articles homonymes, voir Laskowo.
Laskowo (prononciation : [lasˈkɔvɔ]) est un  village polonais de la gmina de Szamocin dans le powiat de Chodzież de la voïvodie de Grande-Pologne dans le centre-ouest de la Pologne.
Il se situe à environ 2 kilomètres à l'ouest de Szamocin (siège de la gmina), 15 kilomètres au nord-est de Chodzież (siège du powiat), et à 72 kilomètres au nord de Poznań (capitale de la Grande-Pologne).

## Histoire
De 1975 à 1998, le village faisait partie du territoire de la voïvodie de Piła.

Depuis 1999, Laskowo est situé dans la voïvodie de Grande-Pologne.